# Badanie biochemiczne krwi
Badanie biochemiczne krwi – badanie obejmujące analizę składników osocza. Dostarcza wielu cennych informacji i wskazówek ułatwiających postawienie właściwej diagnozy. Badanie osocza pokazuje poziom enzymów, hormonów, białek, elektrolitów i pierwiastków śladowych w naszym organizmie. Wyniki obrazują stan kliniczny konkretnych narządów. 

## Profile oznaczeń
Wyniki badania biochemicznego krwi dają obraz funkcji prawie wszystkich narządów, układów,  gruczołów, stanu nawodnienia, odżywienia, postępu choroby. W celu lepszej diagnozy i leczenia schorzeń konieczna jest ocena zmian zachodzących w składnikach osocza. Dla ułatwienia zostały opracowane tzw. profile oznaczeń. Służą one dokładniejszemu przedstawieniu funkcjonowania danego narządu, dlatego każdy profil został opracowany tak, aby zawarte w nim parametry jak najlepiej oddawały jego funkcję. 

### Profil ogólny (kontrolny)
- morfologia krwi obwodowej ze zróżnicowaniem leukocytów
- odczyn opadania krwinek czerwonych (OB)
- elektrolity w surowicy (sód, potas, chlorki)
- profil lipidowy (cholesterol, triglicerydy (TG), cholesterol HDL, cholesterol LDL)
- glukoza we krwi

### Profil nerkowy
- sód w surowicy
- potas w surowicy
- mocznik w surowicy
- kreatynina w surowicy
- kwas moczowy w surowicy
- białko całkowite w surowicy

### Profil wątrobowy
- aminotransferaza alaninową (AlAT)
- aminotransferaza asparaginianowa (AspAT)
- fosfataza alkaliczna (AlP)
- bilirubina całkowita
- GGTP
- antygen HBs
- przeciwciała przeciw HCV

### Profil kostny
- wapń w surowicy
- fosforany w surowicy
- Fosfataza alkaliczna (ALP)

### Profil sercowy
- kinaza fosfokreatynowa (CK)
- elektrolity w surowicy (sód, potas, chlorki)
- troponina

### Profil lipidowy
- cholesterol
- triglicerydy
- cholesterol HDL
- cholesterol LDL

### Profil tarczycowy rozszerzony
- hormon tyreotropowy (TSH)
- tyroksyna wolna (fT4)
- trijodotyronina wolna (fT3)
- przeciwciała przeciw peroksydazie tarczycowej (anty-TPO)
- przeciwciała przeciw tyreoglobulinie (anty-TG)

### Profil trzustkowy
- amylaza w surowicy
- fosforany w surowicy
- glukoza we krwi

### Profil alergiczny
- immunoglobuliny E całkowite (IgE)
- morfologia krwi obwodowej z różnicowaniem leukocytów
- panele alergenów (oddechowych, pokarmowych, pediatrycznych)

### Profil reumatyczny
- morfologia krwi obwodowej z różnicowaniem leukocytów
- białko C-reaktywne (CRP)
- czynnik reumatoidalny (RF)
- odczyn opadania krwinek czerwonych (OB)
- odczyn Waalera-Rosego
- kwas moczowy w surowicy

### Profil przy antykoncepcji hormonalnej
- aminotransferaza alaninowa (AlAT)
- aminotransferaza asparginianowa (AspAT)
- gamma-glutamylotranspeptydaza (GGTP)
- fosfataza alkaliczna (AlP)
- bilirubina całkowita
- profil lipidowy (cholesterol, triglicerydy, cholesterol HDL, cholesterol LDL)
- czas protrombinowy (PT)

### Profil przedoperacyjny
- aminotransferaza alaninowa (AlAT)
- fosfataza alkaliczna (AP)
- bilirubina
- kreatynina
- mocznik
- morfologia
- czas kaolinowo-kefalinowy (APTT)
- czas protrombinowy (PT)

## Wartości referencyjne składników osocza
W badaniu biochemicznym krwi każdy oceniany składnik ma ustalone granice normy, tzw. wartości referencyjne, w których powinien się mieścić, mogące nieznacznie się różnić w zależności od ustaleń danego laboratorium. Odpowiednie wartości referencyjne są zawsze podawane obok wyniku. Normy badań laboratoryjnych zależą od innych elementów procesu diagnostycznego, dlatego analizą wyników powinien zawsze zajmować się lekarz prowadzący pacjenta. Ponadto należy pamiętać, że nie każde odchylenie od normy świadczy o zaburzeniach funkcji organizmu, gdyż często wynika ono ze zmian fizjologicznych, błędów w pobraniu składników do badania bądź niewłaściwego transportu materiału przeznaczonego do badania.

### Normy badania krwi dla poszczególnych składników osocza
- glukoza: 70–100 mg/dl (3,9–5,6 mmol/l)
- cholesterol całkowity: 140–200 mg/dl (3,6–5,2 mmol/l)
- trójglicerydy (TG): 60–165 mg/dl (0,55–2,0 mmol/l)
- mocznik: 2,5–6,4 mmol/l (15–39 mg/dl)
- kwas moczowy: 0,15–0,45 mmol/l (2,5–8,0 mg/dl)
- białko całkowite: 60–80 g/l
- albuminy: 3,5–5,0 g/dl
- kinaza kreatynowa (CK)
  - mężczyźni: 18–100 U/l
  - kobiety: 10–66 U/l
- bilirubina całkowita: 0,3–1,2 mg/dl
- bilirubina bezpośrednia: 0,0–0,3 mg/dl
- kreatynina: 62–124 mmol/l (0,7–1,4 mg/dl)
- dehydrogenaza mleczanowa (LDH): 120–230 U/l
- aminotransferaza alaninowa (AlAT): 5–40 U/l (85–680 nmol/l)
- aminotransferaza asparaginianowa (AspAT): 5–40 U/l (85–680 nmol/l)
- fosfataza alkaliczna (ALP): 20–70 U/l
- fosfataza kwaśna (ACP): 0,1–0,63 U/l
- γ-glutamylotransferaza (GGT)
  - mężczyźni: 18–100 U/l
  - kobiety: 10–66 U/l
- fibrynogen: 200–500 mg/dl
- potas: 3,5–5,0 mmol/l
- sód: 135–145 mmol/l
- chlor: 95–105 mmol/l
- fosfor: 0,81–1,62 mmol/l
- wapń: 2,2–2,6 mmol/l
- żelazo: 50–175 μg/dl
- ferrytyna
  - mężczyźni: 15–200 mg/l
  - kobiety: 12–150 mg/l